# Balchoth
En el Universo Imaginario de Tolkien y en los Apéndices de El Señor de los Anillos los Balchoth son una raza de Hombres del Este, que entre los siglos XXIV y XXV de la Tercera Edad del Sol ocuparon el Sur y el Este de la región de Rhovanion, y en el Año 2510 T.E atacaron Gondor, cruzando el Anduin. Fueron derrotados por las fuerzas combinadas de hombres de Gondor y Éothéods, en la Batalla de los Campos de Celebrant.
En realidad el nombre que se daban a ellos mismos no se conoce pues poco se sabía de ellos. Balchoth fue un nombre que le pusieron en Gondor. Se trata de una palabra que es una combinación entre el Oestron y el Sindarin: compuesta por _Balc_ (Oestron), que significa "horrible" y _Hoth_ palabra sindarin que significa "Horda". 
Este pueblo estaba emparentado con los antiguos enemigos de Gondor conocidos como los Aurigas, pero su cultura era más rudimentaria. Se trataba de una nación de pastores seminómadas, muy numerosos, que no poseían armas sofisticadas ni vestiduras militares complejas. Tenían pocos caballos y eran usados para el tiro de grandes carretas que utilizaban para trasladarse y aún para vivir o acampar. Esta última característica era la que hacía suponer que habían recibido influencias de los Aurigas o que había sido un pueblo bajo el gobierno de estos, independizado cuando aquellos fueron derrotados por Gondor o por sus guerras civiles.
Poco se sabía sobre cómo y por qué habían arribado a las Tierras Ásperas, pero es de suponer que sortearon el Mar de Rhûn, introduciéndose en Rhovanion oriental que desde hacía muchos siglos estaba ocupado por Hombres del Este. Y quizás fueron empujados hacia el oeste y el sur por presión demográfica. Lo que es evidente es el hecho de que habían formalizado una alianza con Sauron, que había retornado a Dol Guldur, finalizando la Paz Vigilante.
Como fuese, el Senescal Cirion ya sabía de su existencia en el año 2489 T.E y había tomado sus precauciones. Pero no pudo evitar que entre los años 2500 y 2510 T.E ya dominaran las tierras al este del Río Grande, muy cerca de los codos del Anduin. Además habían expulsado a los pocos Hombres del Norte que aún quedaban al Este del Bosque Negro, rechazándolos "(...)hacia el Norte, a lo largo del Río Rápido, y hacia el Bosque". (Cuentos Inconclusos. De Cirion y Eorl). Ya en 2509 T.E las tierras al sur del río Gladio estaban desiertas pero vigiladas por los Balchoth.
En el año 2510 T.E, los Balchoth cruzaron, en grandes balsas de madera, los codos y ocuparon el norte de Calenardhon. Se veía el plan de Sauron para atacar Gondor por el Norte, por medio de este pueblo y de los Orcos, que bajaron de las Montañas Nubladas. Pero esto fue frustrado por la resistencia de ejército de Gondor conducido por Cirion y por el ataque de Eorl "El Joven"; en lo que se llamó la Batalla de los Campos de Celebrant. Allí los Balchoth fueron completamente derrotados y eliminados, salvándose Gondor una vez más.